# Anne Betten
Anne Betten (geboren 23. September 1943 in Essen) ist eine deutsche Germanistin.

## Leben
Nach dem Abitur 1962 in Nürnberg studierte sie von 1962 bis 1968 Germanistik und klassische Philologie an den Universitäten Erlangen, Kiel, FU Berlin (1968 1. Staatsexamen und Promotion in Klassischer Philologie in Erlangen). Nach der Referendarzeit (1968–1970) und dem 2. Staatsexamen in München war sie von 1970 bis 1985 Akademische Rätin / Oberrätin / Direktorin an der Universität Regensburg, Institut für Germanistik (Deutsche Sprachwissenschaft). Nach der Habilitation 1983 für Deutsche Philologie (Sprachwissenschaft) in Regensburg lehrte sie von 1985 bis 1995 als Professorin für historische deutsche Sprachwissenschaft an der Universität Eichstätt. Von 1995 bis 2011 war sie ordentliche Universitätsprofessorin für Germanistische Sprachwissenschaft am Institut für Germanistik der Universität Salzburg. 2011 erfolgte die Emeritierung in Salzburg.
1997 erhielt sie das Verdienstkreuz am Bande der Bundesrepublik Deutschland. Ihre Forschungsschwerpunkte sind gesprochene Sprache, Gesprächsanalyse, Stilistik; historische Syntax, Sprachgeschichte; Sprache in der Literatur und Sprache in der Emigration.

## Schriften (Auswahl)
- Grundzüge der Prosasyntax : stilprägende Entwicklungen vom Althochdeutschen zum Neuhochdeutschen. Tübingen : Niemeyer, 1987
- Anne Betten; Miryam Du-nour (Hrsg.): Wir sind die Letzten. Fragt uns aus: Gespräche mit den Emigranten der dreissiger Jahre in Israel. Mitarb. Kristine Hecker, Esriel Hildesheimer. Gerlingen : Bleicher, 1995
- als Hrsg. mit Werner Besch, Oskar Reichmann und Stefan Sonderegger (Hrsg.): Sprachgeschichte. Ein Handbuch zur Geschichte der deutschen Sprache und ihrer Erforschung. 2. Auflage. De Gruyter, Berlin/New York 1998–2004 (= Handbücher zur Sprach- und Kommunikationswissenschaft. Band 2).